# Älvsjö (stacja kolejowa)
Älvsjö (szwedzki: Älvsjö station) – stacja kolejowa w Älvsjö, dzielnicy Sztokholmu, w regionie Sztokholm, w Szwecji. Jest stacją węzłową na Västra stambanan i Nynäsbanan oraz i znajduje się pomiędzy Årstaberg, Stuvsta i Farsta strand. Stacja posiada dwa perony, po jednym dla każdej linii. Posiada także tory dla ruchu dalekobieżnego i towarowego. Istnieje hala biletowa, znajdująca się nad peronami z wejściem z kładki dla pieszych. Tuż obok stacji znajdują się Międzynarodowe Targi Sztokholmskie, z którymi jest połączona kładką.
Dziennie obsługuje około 12 500 pasażerów.

## Linie kolejowe
- Västra stambanan
- Nynäsbanan